# Тарасовка (Тернопольская область)
Тарасовка (укр. Тарасівка) — село в Збаражской городской общине Тернопольского района Тернопольской области Украины.
Код КОАТУУ — 6122480403. Население по переписи 2001 года составляло 323 человека.
До 2020 года входило в Збаражский район.

## Географическое положение
Село Тарасовка находится на правом берегу реки Гнезна Гнилая,
выше по течению на расстоянии в 0,5 км расположено село Малый Глубочок,
ниже по течению на расстоянии в 1 км расположено село Базаринцы.
Рядом проходит железная дорога, станция Збараж в 2,5 км.

## История
- 1730 год — дата основания.

## Объекты социальной сферы
- Школа I ст.
- Клуб.
- Фельдшерско-акушерский пункт.